# Petrogale coenensis
Petrogale coenensis é uma espécie de marsupial da família Macropodidae. Endêmica da Austrália, onde é restrita ao noroeste de Queensland.